# 宋漢生
宋漢生 (Greg Sung)，香港專欄作者，網上書櫃 aNobii 創辦人，種子投資者。

## 簡歷
宋漢生祖父為《成報》前主筆宋郁文，父親為曾任教於珠海書院及香港浸會學院歷史系的風水師宋韶光。
宋漢生曾於聖士提反書院就讀，中三到美國留學，就讀於 Milton Academy；2001年畢業於密芝根大學，主修經濟與政治。畢業後受聘於康柏電腦 (Compaq，2002年被惠普收購)，於上海浦東擔任營業員，任職僅一個月便辭職回港。其後加入購物網站 YesAsia 工作三年，擔任項目經理，負責網上書店部門。
2006年，放棄修讀MBA而創辦 Web 2.0 網上書櫃 aNobii，aNobii的名字，來自書蟲拉丁文的縮寫。創辦初期又曾在《蘋果日報》撰寫專欄幫補收入。一年半後，有外國創投基金提出收購網站，令他決定辭去專欄寫作一職，全力發展 Anobii。
2010年6月，宋漢生把 aNobii 股權全數出售予一個由多間英國書商及出版社，包括 HarperCollins、Penguin及The Random House Group 聯同 HMV 組成的風險投資財團。近年再於《蘋果日報》撰寫〈矽巷啁啾〉、〈創業作業〉等關於科技及創業專欄。2011年為商業電台及數碼港合辦的創業比賽「百萬夢創投基地」擔任導師及顧問。
2012年，與蔡東豪、梁文道及劉細良共同創辦類似美國赫芬頓郵報的新聞網站《主場新聞》。

## 資料來源
1. 1 2  百萬夢創投基地 （页面存档备份，存于） 骷髏會
2. 1 2  Lunch with the FC：「我學識放低」 （页面存档备份，存于） 蘋果日報，2012年5月25日
3. ↑  香港虛擬書櫃　打動全球書蟲 （页面存档备份，存于） 香港經濟日報，2007年6月27日
4. ↑  坦白講 追女必殺技 （页面存档备份，存于） 壹周刊，第1013期，2009年8月6日
5. ↑  宋漢生：做老闆都係「傻」架！ （页面存档备份，存于） 骷髏會，2011年11月21日
6. ↑  Good News （页面存档备份，存于）, aNobii Blog, 2011年3月2日
7. ↑  Money Cafe：網上報紙[] 有線電視，2012年9月7日